# Astrocaryum vulgare
Astrocaryum vulgare là loài thực vật có hoa thuộc họ Arecaceae. Loài này được Mart. mô tả khoa học đầu tiên năm 1824.

## Hình ảnh

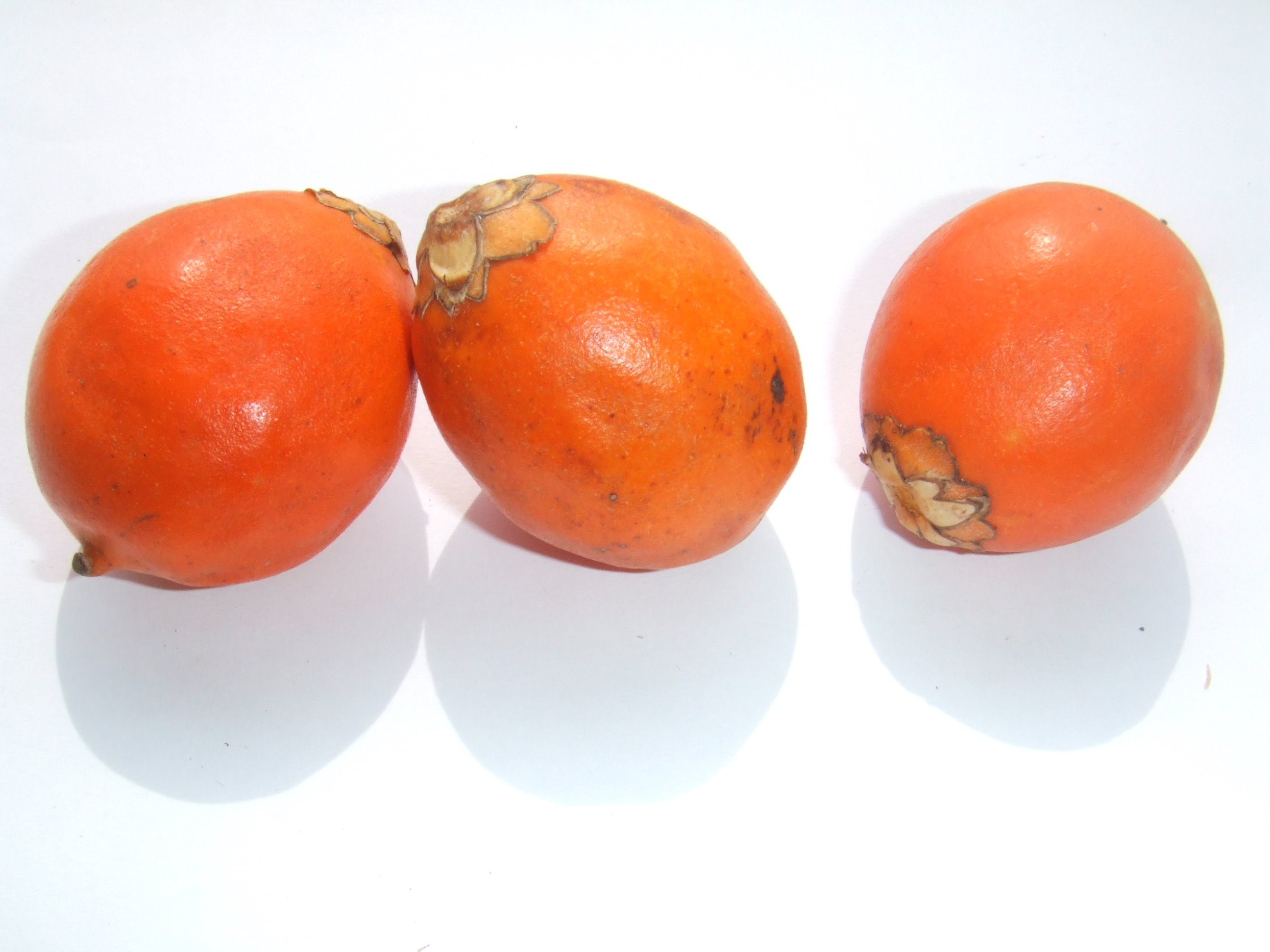
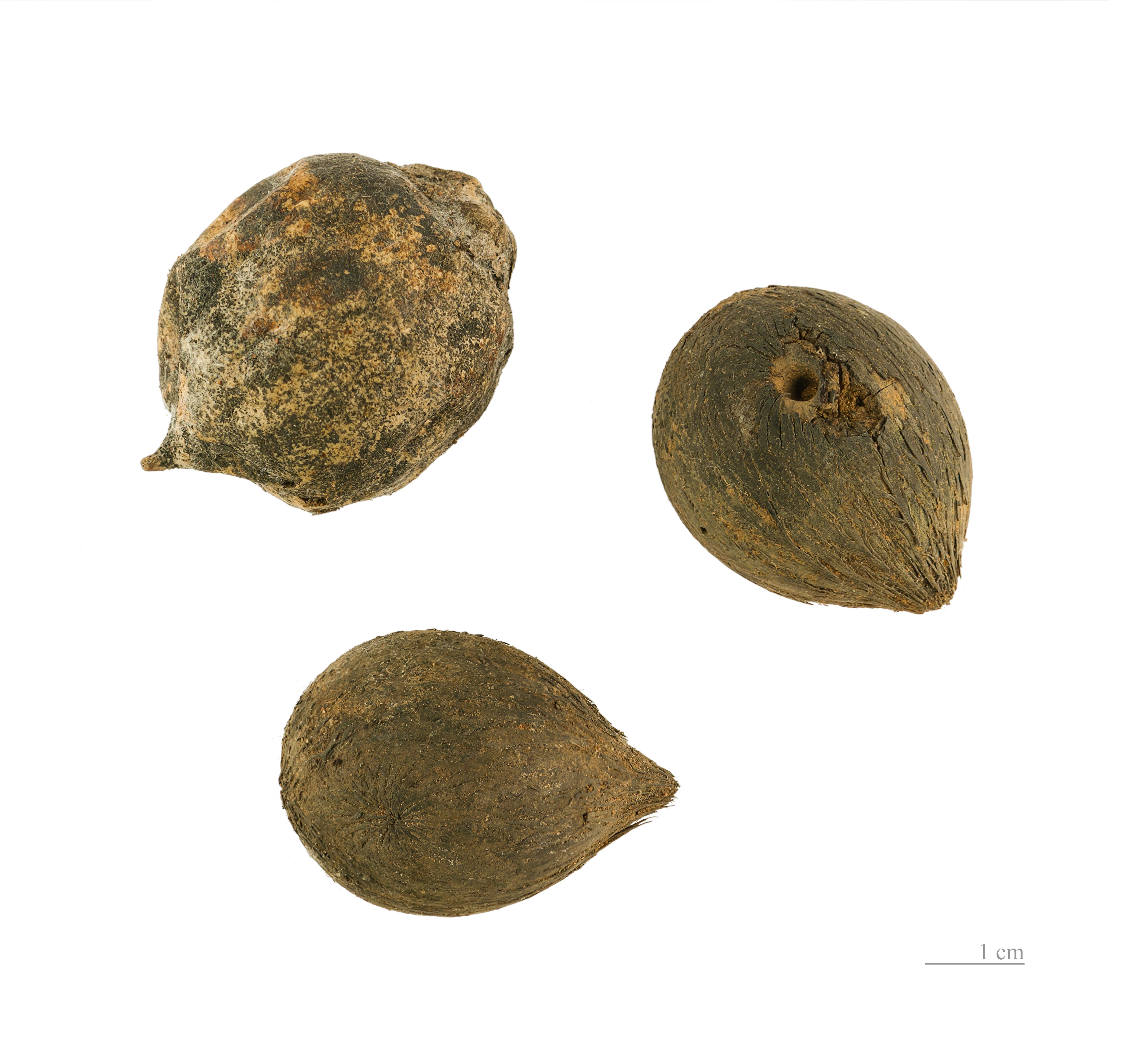